# Бичем, Томас
Сэр То́мас Би́чем, 2-й баронет (англ. Thomas Beecham; 29 апреля 1879, Сент-Хеленс — 8 марта 1961, Лондон) — британский дирижёр, оперный и балетный импресарио.

## Биография

### Ранние годы
Томас Бичем родился в городе Сент-Хеленсе в английском графстве Ланкашир в доме рядом с фармацевтическим заводом «Бичемс Пиллс», основанной дедом будущего дирижёра, которого также звали Томас Бичем. Его родителями были Джозеф Бичем (старший сын Томаса) и Джозефина Бёрнет. В 1885 году, когда фармацевтическая компания начала приносить Бичемам немалые доходы, Джозеф Бичем с семьёй переехал в особняк в Иванвилле, неподалёку от города Хайтон в графстве Мерсисайд. Их старый дом в Сент-Хеленс был разрушен, на его месте расположилось новое дополнительное помещение завода «Бичемс Пиллс».
С 1892 по 1897 Бичем учился в школе Rossall School, после чего он планировал поступить в одну из консерваторий Германии. Однако его отец был против этого намерения и настоял на том, чтобы сын поступил в колледж Уодхэм в составе Оксфордского университета. Учёба в университете пришлась Бичему не по вкусу и в 1898 году он уговорил отца разрешить ему её бросить. Он брал частные уроки композиции у Чарльза Вуда в Лондоне и у Морица Мошковского в Париже. Дирижированию он никогда не учился и был в некотором роде самоучкой.

### Первые оркестры Бичема
Первое публичное выступление Томаса Бичема в амплуа дирижёра состоялось в октябре 1899 года в Сент-Хеленс. Он дирижировал специально собранным для этого случая ансамблем, состоящим из местных музыкантов, а также из артистов Ливерпульского симфонического оркестра и оркестра Халле. Впервые известность пришла к Бичему, когда месяц спустя он заменил маэстро Ханса Рихтера за пультом всё того же оркестра Халле на концерте в честь церемонии инаугурации нового мэра Сент-Хеленс, которым стал отец Томаса Джозеф Бичем. Дебют Бичема в качестве оперного дирижёра состоялся в 1902 году. Он дирижировал оперой Майкла Балфа «Богемская девушка». В эти годы Бичем также сам писал музыку. Однако к своим произведениям он относился критически, и, считая их недостаточно хорошими, в конце концов решил сосредоточиться на дирижировании.
В 1906 году его пригласили продирижировать серию концертов с камерным оркестром, получившем название Новый симфонический оркестр, в концертном зале Бехстейн-холл. На протяжении своей карьеры Бичем, как правило, руководствовался при выборе программы своими собственными вкусами, а не предпочтениями публики. При обсуждении программы концертов он предложил музыкантам длинный список произведений сравнительно малоизвестных композиторов, таких как, например, Этьен Мегюль. В этот период он впервые познакомился с музыкой Фредерика Делиуса, которую он глубоко полюбил и к которой неоднократно возвращался в течение всей жизни.
Вскоре Бичем пришёл к заключению, что для того чтобы иметь возможность конкурировать с уже существующими лондонскими оркестрами: оркестром концертного зала Квинс-холл и недавно основанным Лондонским симфоническим оркестром, состав его оркестра должен быть расширен с шестидесяти имеющихся музыкантов до размеров большого симфонического оркестра, который смог бы выступать в крупных концертных залах. В течение двух лет, начиная с октября 1907 года, Бичем и его оркестр давали концерты в Куинс-холле. Бичем, по своему обыкновению, выбирал программу, отвечающую его вкусам, но мало интересную публике. Из-за этого билеты на его концерты продавались плохо. Основными произведениями, исполненными Бичемом в тот период, стали симфоническая баллада Венсана д’Энди «Волшебный лес», симфоническая поэма Бедржиха Сметаны «Шарка» и практически неизвестная в то время симфония соль мажор Эдуара Лало. Именно это произведение стало спустя более чем пятьдесят лет последней записью дирижёра.
В 1909 году он основал симфонический оркестр Бичема. Для этого он не переманивал музыкантов из уже существующих оркестров, а пригласил преимущественно музыкантов-любителей и студентов музыкальных колледжей. В результате появился новый молодой коллектив, средний возраст музыкантов которого был около двадцати пяти лет. Среди участников оркестра Бичема было несколько известных в будущем музыкантов, таких как скрипач Альберт Сэммонс, альтисты Лайонел Тертис и Эрик Коутс и контрабасист Юджин Крафт. Позже к оркестру присоединился валторнист Обри Брейн.
Из-за того, что Бичем упорствовал в своём стремлении исполнять музыку, не привлекающую большого количества публики, он постоянно терпел убытки. С 1899 по 1909 годы его отношения с отцом ухудшились настолько, что он практически не имел возможности пользоваться деньгами своей семьи. В 1899 отец Томаса Бичема Джозеф поместил свою жену в психиатрическую лечебницу. Томас и его старшая сестра Эмили через суд добились её освобождения и обязали отца ежегодно выплачивать ей 4500 фунтов. За это Джозеф Бичем лишил их наследства. После смерти дедушки Томаса в 1907 году, он, согласно, завещанию стал полусать ежегодную ренту в размере 700 фунтов. Кроме того, мать Бичема помогала ему с финансированием его убыточных концертов. В 1909 году он, в конце концов, помирился с отцом и вновь смог свободно распоряжаться семейным состоянием.

### Оперные сезоны в Ковент-Гардене
В 1910 году, при финансовой поддержке отца, Бичем начал реализацию своей идеи проводить оперные сезоны в королевском театре Ковент-Гарден и других лондонских театрах. В то время главную роль в оперном театре играли знаменитые певцы. Роль дирижёра же считались чем-то малозначительной. В последующие десятилетия Бичем значительно изменил эту ситуацию.
В течение одного только 1910 года Бичем провёл в качестве дирижёра или импресарио 190 спектаклей в «Ковент-Гардене» и театр Его Величества в Вест-Энде. За год он поставил 34 оперы, большинство из которых были незнакомы или малознакомы лондонской публик. Позже сам Бичем соглашался с тем, что многие из опер, которые он исполнял в эти годы, были не слишком понятны публике.
Дирижёрами-ассистентами у Томаса Бичема работали Бруно Вальтер и Перси Питт. В 1910 году общее количество оперных спектаклей в лондонских театрах, с учётом спектаклей Бичема, составило 273. Это цифра намного превышала спрос, поэтому большинство из них оказались убыточными. Из 34 опер, поставленных Бичемом в этом году, только четыре принесли доход: новые оперы Рихарда Штрауса «Электра» и «Саломея», впервые поставленные в Великобритании, «Сказки Гофмана» Жака Оффенбаха «Летучая мышь» Иоганна Штрауса.
В 1911 и 1912 годах симфонический оркестр Бичема играл с Русским балетом Сергея Дягилева в Ковент-Гардене и Кроль-опере в Берлине. Спектаклями дирижировали сам Бичем и Пьер Монтё, главный дирижёр проектов Дягилева. Один раз из-за внезапной болезни Монтё Бичем был вынужден без репетиции дирижировать новым балетом Стравинского «Петрушка». Спектакли в Берлине имели огромный успех. Немецкие критики признали оркестр Бичема одним из лучших в мире. Рецензенты главного берлинского музыкального еженедельника «Die Signale» были впечатлены мастерством молодых лондонских музыкантов. Они отмечали богатое и благородное звучание скрипок, великолепную деревянную группу, медные духовые, по их словам, не уступающие лучшим музыкантам Германии.
В 1913 году в Ковент-Гардене была дана премьера оперы Рихарда Штрауса «Кавалер розы». Помимо Ковент-Гарден Бичем организовал в театре Друри-Лейн сезоны русской оперы и балета. Он включал себя три оперы, ранее никогда не показававшихся в Великобритании: «Борис Годунов» и «Хованщина» Мусоргского и одну из опер Римского-Корсакова. Во всех трёх спектаклях в числе прочих пел Фёдор Шаляпин. Программ сезона также включала в себя пятнадцать балетов, в которых главные роли исполняли Вацлав Нижинский и Тамара Карсавина. Также были представлены балеты Клода Дебюсси «Игры» и «Послеполуденный отдых фавна». В Лондоне и Париже прошли премьерные показы нового балета Стравинского «Весна священная». В течение этого сезона сам Бичем не продирижировал ни одного спектакля, выступая исключительно в роли импресарио. Оркестром Бичема управляли Пьер Монтё и другие дирижёры. На следующий год Бичем и его отец, спонсировавщий это предприятие, представили публике «Псковитянку» Римского-Корсакова, «Князя Игоря» Бородина и «Соловья» Стравинского.
Во время Первой мировой войны Бичем старался по мере возможности поддержать музыкальную жизнь в Лондоне и Манчестере, где он планировал организовать новый оперный театр. Он дирижировал тремя оркестрами: оркестром Халле, Лондонским симфоническим оркестром и оркестром королевского филармонического общества, и оказывал всем трём коллективам финансовую поддержку. В 1915 году он организовал Оперную компанию Бичема и давал спектакли в Лондоне и его пригородах, а также в Манчестере. В 1916 году был произведён в рыцарское достоинство. В том же году он унаследовал после смерти его отца титул баронета.
После войны Ковент-Гарден провёл два совместных сезона с большим оперным синдикатом в 1919 и 1920 годах, однако, по мнению биографов, они сильно уступали довоенным представлениям. В течение этих двух лет было осуществлено сорок постановок, из которых сам Бичем продирижировал лишь одной.
Вскоре финансовые затруднения заставили Бичема на время прекратить свою музыкальную деятельность, чтобы привести дела в порядок. Под влиянием некого коммерсанта Джеймса Уайта сэр Джозеф Бичем решил приобрести недвижимость и рынок в районе Ковент-Гарден у герцога Бедфорда. По условиям соглашения, заключённого 6 июля 1914 года, сэр Джозеф должен был заплатить за него 2 миллиона фунтов. Он заплатил первый взнос в размере двухсот тысяч фунтов, а оставшуюся сумму должен был внести 11 ноября. Однако через месяц началась Первая мировая война и введённый британским правительством запрет на использование капитала помешал завершению сделки. Рынком продолжили управлять менеджеры герцога. Однако в 1916 году ситуацию осложнила смерть Джозефа Бичема. Канцлерский суд постановил, что контракт должен быть выполнен компанией, которую возглавят двое сыновей сэра Джозефа. 30 июля 1918 года герцог и его поверенные передали имущество новой компании, которая должна была выплатить кредит на сумму 1.25 миллиона фунтов.
Томасу Бичему и его брату Генри пришлось продать значительную часть имущества своего отца для оплаты долга. Более четырёх лет Бичем занимался продажей имущества на сумму более миллиона фунтов. К 1923 году ему наконец удалось получить требуемую сумму. В 1924 году Ковент-гарденский бизнес и завод в Сент-Хеленс были объединены в одну компанию «Бичем Эстейтс энд Пиллз». Уставный капитал компании составил 1850000 фунтов, бо́льшая часть из которых принадлежала Бичему.

### Лондонский филармонический оркестр
После длительного отсутствия Томас Бичем вновь появился за пультом оркестра Халле в Манчестере в марте 1923 года. Затем в апреле того же года последовал концерт в Лондоне, где Бичем управлял оркестрами Альберт-холла (такое имя получил после ухода Бичема его Новый симфонический оркестр) и Лондонским симфоническим оркестром при участии певицы Клары Батт. В концерте прозвучала симфоническая поэма Рихарда Штрауса «Жизнь героя» и ряд других произведений. Не имея больше собственного оркестра, Бичем стал сотрудничать с Лондонским симфоническим оркестром, параллельно ведя переговоры с компанией Би-би-си о возможном создании постоянного оркестра радио.
В 1931 году дирижёр Малкольм Сарджент предложил Бичему организовать новый оркестр, который бы финансировался покровителями Сарджента — семьёй промышленников Курто. Первоначально Сарджент и Бичем планировали создать этот оркестр на базе Лондонского симфонического. Однако участники этого оркестра, традиционно управляемого самими музыкантами, всячески препятствовали кадровым переменам и увольнению музыкантов, профессионально не устраивавших Бичема. Поэтому в 1932 году было принято решение создать абсолютно новый оркестр. Новый коллектив, получивший название Лондонский филармонический оркестр, состоял из 106 музыкантов. Некоторые из них были приглашены из провинциальных оркестров, другие перешли в новый оркестр из Лондонского симфонического. Ряд молодых музыкантов был приглашён прямо из музыкальных колледжей. Среди музыкантов нового оркестра были такие музыканты как скрипачи Пол Бирд и Джордж Стрэттон, виолончелист Энтони Пини, флейтист Джеральд Джексон, гобоист Леон Гуссенс, кларнетист Реджинальд Келл, литаврист Джеймс Бредшоу и арфистка Мэри Гуссенс.
Первый концерт Лондонского филармонического оркестра под управлением Томаса Бичема состоялся в лондонском Квинс-холле 7 октября 1932 года. Выступление имело большой успех. После исполнения увертюры Берлиоза «Римский карнавал» публика бурно аплодировала и кричала. В течение последующих восьми лет оркестр дал около ста концертов в Квинс-холле. Он также играл на спектаклях оперных сезонов Бичема и сделал более трёх сотен грамзаписей.

#### Новые оперные сезоны в Ковент-Гардене
В начале 1930-х годов Бичем вновь взял в свои руки управление оперными сезонами в Ковент-Гардене. Желая уделять больше внимания музыкальной стороне дела, чем управлению, Бичем принял на себя роль художественного руководителя, а дириктором был назначен Джеффри Той. В 1933 году сезон был открыт оперой Вагнера «Тристан и Изольда» с Фридой Ляйдер и Лаурицем Мельхиором в главных партиях. В рамках этого сезона был также представлен вагнеровская тетралогия «Кольцо нибелунга» и девять других опер. В 1934 году вновь было исполнено «Кольцо» с участием Лоты Леманн и Александра Кипниса, а также ряд других опер, в том числе Золушка Россини с Кончитой Супервиа в главной партии. Клеменс Краус дирижировал британской премьерой оперы Рихарда Штрауса «Арабелла».
С 1935 по 1939 год оперные сезоны в Ковент-Гардене находились под полным контролем Бичема. В спектаклях принимало участие множество знаменитых иностранных певцов и дирижёров Сам Бичем дирижировал примерно третью представлений в сезоне. В 1940 году он намеревался представить публику оперу Берлиоза «Троянцы», однако осуществлению его планов помешало начало Второй мировой войны. В следующий раз Бичем появился за дирижёрским пультом Ковент-Гардена только в 1951 году.

#### Гастроли в Германии
В 1936 году Томас Бичем предпринял гастрольное турне по Германии с Лондонским симфоническим оркестром. Эта поездка была неоднозначно оценена британской прессой. После окончания гастролей он подвергся критики за то, что по настоянию нацистского правительства отказался от исполнения «Шотландской» симфонии Мендельсона, музыка которого была запрещена из-за его еврейского происхождения. Его обвинили в сотрудничестве с геббельсовским министерством пропаганды. На берлинском концерте лично присутствовал Адольф Гитлер. После этого турне Бичем отвергал повторные приглашения о новых концертах с оркестром в Германии. Однако сам Бичем ещё несколько раз появился в Германии до начала войны. В феврале следующего года он дирижировал операми «Орфей и Эвридика» и «Похищение из сераля» в Берлинской государственной опере. В 1937 и 1938 годах он записал в Берлине оперу Моцарта «Волшебная флейта».
После своего шестидесятилетнего юбилея Бичем планировал на год оставить музыку и отправиться на отдых за границу. Начавшаяся 3 сентября 1939 года Вторая мировая война заставила его отложить свои планы. Он был вынужден хлопотать за сохранение Лондонского филармонического оркестра, оставшегося без финансирования спонсоров после начала войны.

### 1940-е годы
В 1940 году Бичем покинул Великобританию. Сначала он уехал в Австралию, потом в Северную Америку. В 1941 году он стал художественным руководителем Сиэтлского симфонического оркестра. С 1941 по 1945 год он был главным дирижёром Монреальских фестивалей. В 1942 году он был приглашён в нью-йоркский театр Метрополитен-опера, где стал исполнять обязанности главного дирижёра совместно со своим бывшим ассистентом Бруно Вальтером. Первыми спектаклями, которыми он руководил были комическая кантата Баха «Феб и Пан», и опера Римского-Корсакова «Золотой петушок». В Метрополитен-опера он специализировался преимущественно по французским операм. В его репертуаре были «Кармен», «Манон», «Фауст», «Миньона» и «Сказки Гофмана». Кроме того Бичем периодически дирижировал ещё восемнадцатью американскими оркестрами.
В 1944 году Томас Бичем вернулся в Великобританию. Новые концерты Бичема с Лондонским филармоническим оркестром прошли триумфально. Однако, за годы его отсутствия в Лондоне структура оркестра изменилась. Он стал самоуправляемой организацией наподобие Лондонского симфонического оркестра. Бичему было предложено место художественного руководителя, который бы работал на предложенных оркестром условиях и получал за это зарплату. Он категорически отверг это предложение и решил организовать ещё один оркестр. В 1945 году Уолтер Легге создал оркестр Филармония. Первый концерт этого коллектива прошёл под управлением Бичема. Однако в этом оркестре ему тоже была предложена оплачиваемая должность главного дирижёра, от чего Бичем также отказался.
В 1946 году Бичем основал свой последний оркестр, получивший название Королевский филармонический. По договорённости с Королевским филармоническим обществом, этот оркестр заменил Лондонский филармонический на всех концертах этой организации. Он также стал постоянным оркестром Глайндборнского оперного фестиваля. Бичем заключил для оркестра выгодные контракты с несколькими звукозаписывающими компаниями США и Великобритании. Среди музыкантов нового оркестра были флейтист Джеральд Джексон, гобоист Леонард Брейн, кларнетист Реджинальд Келл, фаготист Арчи Кэмден, валторнист Деннис Брейн и ударник Джеймс Бредшоу. Некоторые из музыкантов перешли в новый оркестр Бичема из Лондонского филармонического. Впоследствии оркестр прославился своей группой деревянных духовых, в составе которой играли кларнетист Джек Браймер, фаготист Гуайдион Брук, гобоист Теренс Макдонах и флейтист Джеральд Джексон.

### После 1950 года
В 1950 году Королевский филармонический оркестр предпринял большой гастрольный тур по США, Канаде и Южной Африке. Во время североамериканской части гастролей Бичем продирижировал сорока девятью концертами, выступая почти ежедневно в течение двух месяцев.
С 1951 по 1960 год Бичем дирижировал в Королевском Фестивал-холле не менее девяносто двух раз. Программы его концертов включали симфонии Бизе, Франка, Гайдна, Шуберта и Чайковского, «Жизнь героя» Штрауса, концерты Моцарта и Сен-Санса, произведения Делиуса и Сибелиуса и некоторые из любимых коротких пьес Бичема разных композиторов. Даже в возрасте семидесяти и более лет, Бичем не ограничивался исполнением знакомого ему репертуара. После смерти немецкого дирижёра Вильгельма Фуртвенглера в 1954 году он продирижировал двумя концертами памяти своего коллеги в лондонском Фестивал-Холле, которые планировал провести сам Фуртвенглер. Программа концертов состояла из третьего Бранденбургского концерта Баха, Испанской рапсодии Равеля, первой симфонии Брамса, второго эскиз для оркестра Барбера.
Летом 1958 года Бичем продирижировал в театре Колон в Буэнос-Айресе несколькими операми: «Волшебной флейтой» Моцарта, «Самсоном и Далилой» Сен-Санса, «Отелло» Верди, «Кармен» Бизе, «Фиделио» Бетховена. Они стали последними оперными спектаклями дирижёра. Из-за развивающейся болезни, Бичем не смог принять участие в запланированных спектаклях: «Волшебной флейте» в Глайндборн и «Троянцах» Берлиоза в Ковент-Гардене. В результате в Глайднборне его заменил Колин Дэвис, а «Троянцев» дирижировал Рафаэль Кубелик.
В конце 1959 года, спустя шестьдесят лет после своего первого визита в Америку, Бичем приехал туда в последний раз. Его концерты состоялись в Питтсбурге, Сан-Франциско, Сиэтле, Чикаго и Вашингтоне. В ходе этих гастролей он также посетил Канаду. Бичем вернулся в Лондон 12 апреля 1960 года и больше никогда не покидал Англию. Последний концерт Томаса Бичема состоялся в Портсмуте 7 мая 1960 года. Программа концерта состояла из увертюры к «Волшебной флейте», «Военной» симфонии Гайдна, сюиты «The Great Elopement», составленной Бичемом из музыки Генделя в его собственной аранжировке, пятой симфонии Шуберта, «Летней ночи на реке» Делиуса и Вакханалии из оперы Сен-Санса «Самсон и Далила»
Томас Бичем скончался от коронарного тромбоза в своей лондонской квартире в возрасте восьмидесяти одного года. Два дня спустя он был похоронен на Бруквудском кладбище в графстве Суррей. В 1991 году из-за перепланировки местности его останки были перезахоронены во дворе церкви святого Петра в Лимпсфилде. Его могила находится приблизительно в десяти метрах от могилы одного из его любимых композиторов Фредерика Делиуса. После смерти Томаса Бичема его титул баронета унаследовал его старший сын Эдриан Уэллес Бичем.

### Личная жизнь
Бичем был женат трижды. В 1903 году он женился на Ютике Селестине Уэллес, дочери нью-йоркского доктора Чарьза С. Уэллеса и его супруги Эллы Селесты, урождённой Майлз. Она была прямым потомком американского политического деятеля XVII века Томаса Уэллеса. От этого брака родилось двое сыновей: Эдриан (род. в 1904) и Томас (род. в 1904). После рождения второго ребёнка, брак Бичема начал рушиться. В 1911 году он закончился громким бракоразводным процессом. К этому времени Бичем уже не жил вместе со своей семьёй. Ютика отказалась оформить развод и получать алименты. Она не вышла замуж снова после того как супруги всё же официально развелись в 1943 году. Она пережила своего бывшего мужа на шестнадцать лет и умерла в 1977 году.
В 1909 или в начале 1910 года, у Томаса Бичема начался роман с Мод Эллис, леди Кунард. Несмотря на то, что они никогда не жили вместе, их отношения продолжались до вторичной женитьбы Бичема в 1943 году. Биографы сходятся на том, что Мод была влюблена в него, а его чувства к ней были более сдержанными. В 1920-х и 1930-х годах у него также был роман с певицей Дорой Лаббетт. От этих отношений родился сын Пол Стренг.
В 1943 году Бичем оформил развод с Ютикой Уэллес и вновь женился на пианистке Бетти Хамби, которая была моложе него на 29 лет. Они прожили вместе до смерти Бетти в 1958 году. В 1959 году, за два года до своей смерти Томас Бичем женился в третий раз. Его третьей женой стала его бывшая секретарша Ширли Хадсон, работавшая в администрации Королевского филармонического оркестра с 1950 года.

## Творчество

### Репертуар

#### Музыка барокко
Из композиторов доклассической эпохи Бичем предпочитал Генделя. В довоенные годы музыка Генделя (за исключением нескольких хитов) была малоизвестна. На основе главным образом оперных сочинений Генделя Бичем написал шесть сюит: The Gods Go a’Begging (1928), The Origin of Design (1932), The Faithful Shepherd (1940), Amaryllis (1944), The Great Elopement (1945, вторая — расширенная — редакция под названием Love in Bath, 1956). Также на основе музыки Генделя Бичем написал фортепианный концерт.
К музыке Баха Бичем относился достаточно холодно. Однажды он заявил, что, не задумываясь, отдал бы все его Бранденбургские концерты, за одну оперу Массне «Манон». Однако, несмотря на это, иногда он всё же обращался к Баху. Так для своего дебюта в нью-йоркской Метрополитен-опера в 1942 году он выбрал комическую кантату Баха «Феб и Пан» в своей собственной аранжировке. На одном из концертов, посвящённых памяти Вильгельма Фуртвенглера в 1954 году он исполнил третий Бранденбургский концерт.
В барочной музыке, с одной стороны, Бичем не придерживался принципов аутентизма, в обработках её использовал все доступные ему средства романтического оркестра, технические особенности современных музыкальных «хроматических» инструментов и т. д.; по этой причине, например, «генделевские» сюиты Бичема ныне не исполняются (в XXI веке музыканты предпочитают исполнять музыку барокко как таковую, не делая её «романтические» обработки). С другой стороны, Бичем своими обработками способствовал возвращению забытой музыки на концертную эстраду, в адаптации барочного репертуара к британской эстраде и состоит его историческая заслуга.

#### Венские классики
В интерпретации музыки Гайдна Бичем также был далёк от консерватизма. Избегая использования клавесина и пользуясь текстами ненаучных изданий XIX века, он исполнял эту музыку в духе романтических традиций. Он записал все двенадцать т. н. Лондонских симфоний Гайдна, но на концертах предпочитал исполнять симфонии № 93, 97, 99, 100 и 101. Бичем также неоднократно исполнял ораторию «Времена года» на протяжении своей карьеры. В 1956 году была сделана её аудиозапись. В 1944 году в репертуар Бичема вошла также другая оратория Гайдна — «Сотворение мира».
Моцарта Томас Бичем считал «центральной точкой европейской музыки». Поэтому с партитурами этого композитора он обращался уважительнее и аккуратнее, чем со многими другими. Он отредактировал незавершённый Реквием Моцарта и перевёл на английский язык две его оперы: «Так поступают все» и «Похищение из сераля». Кроме того, в его репертуаре постоянно были оперы «Волшебная флейта», «Дон Жуан» и «Свадьба Фигаро». Фортепианные концерты Моцарта он считал лучшими произведениями такого рода в истории музыки и неоднократно исполнял их со своей женой пианисткой Бетти Хамби-Бичем и другими солистами.
Отношение Бичема к Бетховену было неоднозначным. С одной стороны, он регулярно нелестно отзывался о музыке Бетховена. С другой стороны, на протяжении своей жизни Бичем исполнял все симфонии этого композитора. Он осуществил студийные записи бетховенских симфоний № 2, 3, 4, 6, 7, и 8, а также концертную запись Торжественной мессы. Кроме того, он с удовольствием исполнял четвёртый фортепианный концерт. Существует запись этого концерта в исполнении Артура Рубинштейна и Лондонского филармонического оркестра под управлением Бичема. Однако исполнять бетховенский пятый концерт Томас Бичем избегал.

#### Немецкая музыка
Отношение Бичема к музыке Вагнера было столь же сложным, как к Бетховену. Несмотря на публичные резкие отзывы о длиннотах и масштабности его музыки, Бичем включил в свой репертуар все его оперы, кроме «Парсифаля» (постановку которого организовывал лишь как импресарио). Критики, в свою очередь, отмечали в бичемовских версиях Вагнера лиризм и напевность в ущерб героичности интерпретаций немецких дирижёров, таких, как Фуртвенглер и Вальтер.
Крайне избирателен Бичем был в отношении творчества Брамса. Из его четырёх симфоний он охотно исполнял лишь № 2 и, периодически, № 3 (например, на концерте памяти Тосканини в Нью-Йорке в январе 1957 года). Симфония № 1 появлялась в его репертуаре крайне редко, а № 4 игнорировалась полностью. Нелестно отзываясь о хоровом творчестве Брамса, он всё же изредка включал в репертуар «Немецкий Реквием» и записал «Песнь Судьбы».
Из других немецких авторов Бичем записал симфонии № 1, № 2, № 3, № 5 и № 8 Шуберта, симфонию № 4 и скрипичный концерт Мендельсона и музыку к «Манфреду» Шумана, однако не высказывался об их творчестве специально. Особым уважением Бичема пользовался Рихард Штраус, чьи оперы (в том числе «Саломею», «Электру» и «Кавалера розы») он впервые поставил в Великобритании. Из его симфонических сочинений Бичем предпочитал «Жизнь героя», которую записал незадолго до смерти. В его репертуар также входили «Дон Кихот», «Тиль Уленшпигель», «Дон Жуан» и музыка к «Мещанину во дворянстве», но категорически исключены были «Так говорил Заратустра» и «Смерть и просветление».

#### Французская и итальянская музыка
Томаса Бичема, наряду с Колином Дэвисом, считают одним из лучших интерпретаторов музыки Берлиоза. Его произведения занимали важное место в репертуаре Бичема на протяжении всей его карьеры. Он представил слушателям и записал многие сочинения этого композитора, в то время мало знакомые публике. Помимо Берлиоза, Бичем проявлял интерес ко многим другим французским композиторам, хотя его выбор был крайне специфичен и включал в первую очередь популярные концертные номера. Среди любимых авторов Бичема были Бизе (у которого он записал в том числе единственную симфонию), Шарпантье, Делиб, Лео, Дюпарк, Лало, Оффенбах, Сен-Санс, Тома, а также забытые в тот период Люлли, Гретри и Мегюль. Сочинения Форе, за исключением «Паваны» и «Кукольной сюиты», появлялись в его концертах редко. Произведения Шабрие и Гуно были ограничены исключительно бисовыми номерами. Допуская в свои концерты также творчество Дебюсси, Бичем отвергал Равеля. Предпочитая записываться с собственным оркестром на родине, значительную часть записей французской музыки Бичем сделал, однако, с Национальным оркестром радио Франции.
В итальянской музыке Бичем ограничивался творчеством Верди (его репертуар включал «Трубадура», «Травиату», «Аиду», «Дона Карлоса», «Риголетто», «Бал-маскарад», «Отелло» и «Фальстафа») и Пуччини, с которым был знаком. Из опер последнего Бичем предпочитал «Богему», которую в 1956 году записал, а также «Тоску» и «Турандот», исключительно редко исполняя «Мадам Баттерфляй». В отношении творчества Россини он ограничивался отдельными увертюрами в качестве концертных номеров.

#### Музыка XX века
О музыке большинства британских композиторов, за исключением Фредерика Делиуса, Бичем был невысокого мнения. Отчасти это особое отношение Бичема и сделало этого композитора известным. В 1929 году он организовал фестиваль Делиуса, в рамках которого представил публики многие из его сочинений. Единственный из композиторов XX века, к которому Бичем испытывал симпатию, подобную той, с которой он относился к Делиусу, был Ян Сибелиус. Сам Сибелиус, обычно скупой на похвалы, оценил то, как Бичем дирижирует его музыку. Кроме того, Бичем сделал много аудиозаписей произведений этих композиторов (при этом Сибелиус оказался не единственным представителем скандинавской музыки в репертуаре Бичема, который выполнил также запись «Пер Гюнта» Грига, причём выбрал крайне редко исполняемую оригинальную музыку к драме Ибсена с участием хора, а не созданную на её основе оркестровую сюиту). Из других композиторов XX века, помимо вышеупомянутого Рихарда Штрауса, он с уважением относился к Игорю Стравинскому и периодически включал его произведения в свои программы.

### Записи
По свидетельству композитора Ричарда Арнелла, Бичем предпочитал концертам работу в студии. Первые его записи относятся к 1910 году, когда, из-за несовершенства технологии, при записи приходилось использовать лишь основные инструменты оркестра, расположенные максимально возможно близко к рупору. Первым записями оркестра под управлением Томаса Бичема стали отрывки из «Сказок Гофмана» Оффенбаха и «Летучей мыши» Иоганна Штрауса. С 1915 года записи Бичема осуществляла компания Columbia Graphophone Company.
Изобретение в 1925—1926 годах электрической звукозаписи позволило записывать полноценный оркестр с намного большим частотным диапазоном. Бичем не преминул воспользоваться этой возможностью. Использовавшиеся в то время 12-дюймовые диски могли вместить лишь около четырёх минут музыки на одну сторону, поэтому Бичем был вынужден при записи произведения разбивать его на несколько небольших фрагментов. С 1926 по 1932 год им было записано около 150 таких пластинок, среди которых были записи «Фауста» Шарль Гуно и «Мессии» Генделя. После 1933 года Бичем записал ещё около 300 пластинок с Лондонским филармоническим оркестром, включая музыку Моцарта, Россини, Берлиоза, Вагнера, Генделя, Бетховена, Брамса, Дебюсси и Делиуса. В 1940-х годах Бичем сделал ряд записей с Нью-Йоркским филармоническим оркестром. В 1952 году он также записывался с Филадельфийским оркестром.
В конце жизни Бичема было сделано ещё одно важное событие в области звукозаписи: развитие и внедрение стереозаписи. В начале 1930-х годов он участвовал в ряде экспериментальных стереозаписей, включая запись сорок первой симонии Моцарта. В 1955 году первой его стереозаписью после внедрения нового формата в стала «Тапиола» и музыка к пьесе Шекспира «Буря» Ян Сибелиуса. Среди поздних записей Томаса Бичема оперы «Кармен», «Похищение из сераля» и «Богема», симфонии № 93-104 Гайдна (записи 1956—1959). Последняя запись Бичема была сделана в декабре 1959 года. После смерти дирижёра компаниями Би-би-си и EMI были изданы несколько записей с фрагментами его репетиций и концертов, включающие также интервью Бичема и знавших его музыкантов.

## Критика и оценки
По результатам опроса, проведённого в ноябре 2010 года британским журналом о классической музыке BBC Music Magazine среди ста дирижёров из разных стран, среди которых такие музыканты, как Колин Дэвис (Великобритания), Валерий Гергиев (Россия), Густаво Дудамель (Венесуэла), Марис Янсонс (Латвия), Томас Бичем занял девятнадцатое место в списке из двадцати наиболее выдающихся дирижёров всех времён.

## Память о Бичеме
- В 1964 году было организовано общество сэра Томаса Бичема (англ. The Sir Thomas Beecham Society) с отделениями в Англии и Америке. Это общество занимается сохранением творческого наследия Бичема и изданием его записей. Общество также издаёт журнал «Le Grand Baton», посвящённый Томасу Бичему и дирижёрскому искусству[107].
- В 1979 году английские писатели Кэрил Брамс и Нед Шеррин написали о жизни дирижёра пьесу «Бичем». В основу пьесы легли многочисленные истории о Томасе Бичеме. Главную роль в постановке пьесы исполнил британский актёр Тимоти Уэст. Позже пьеса была адаптирована для телевизионной постановки, в которой принял участие оркестр Халле[108].
- В 1980 году в Великобритании была выпущена серия почтовых марок с изображением четырёх британских дирижёров, включая Томаса Бичема[107]. На трёх других марках серии были изображены Генри Вуд, Малкольм Сарджент и Джон Барбиролли.
- Введён в Зал славы журнала Gramophone[109].

## Награды
- Кавалер Ордена Почётного легиона (1938)
- Кавалер Ордена Почёта (1957)
- Командор Ордена Короны Италии (1918)
- Крест Заслуг Орден Белой розы Финляндии (1955)
- Почётный доктор музыки Оксфордского, Лондонского, Манчестерского, Монреальского университетов

## Сочинения

### Музыкальные произведения
- 6 сюит для симфонического оркестра на темы опер и камерных произведений Генделя:
  - «Amaryllis»
  - «Love in Bath»
  - «The Great Elopement»
  - «The Gods Go A-Begging»
  - «The Faithful Shepherd»
  - «The Origin of Design»
- Фортепианный концерт на темы опер Генделя

### Книги
- Автобиография «A Mingled Chime» (1944)
- «Джон Флетчер» (1954)
- «Фредерик Делиус» (1959)